# 166 км (платформа)
Платформа 166 км — пасажирський залізничний зупинний пункт Запорізької дирекції Придніпровської залізниці на електрифікованій лінії Апостолове — Запоріжжя II між станцією Дніпробуд II (2 км) та зупинним пунктом Платформа 168 км (2 км). Розташований у Хортицькому районі міста Запоріжжя. Біля зупинного пункту пролягають автошляхи національного значення Н23 та територіального значення Т 0806.

## Історія
Зупинний пункт відкритий у 1969 році.

## Пасажирське сполучення
На Платформі 166 км зупиняються приміські електропоїзди сполученням Нікополь — Запоріжжя II.